# Élections législatives de 1943 aux îles Féroé
Les élections générales féroïennes se sont tenues le 24 août 1943. 1 siège supplémentaire était à pourvoir comparé aux élections de 1940. Ces élections ont été marquées par deux évènements:
- Victoire du Parti du peuple qui obtient 12 des 25 sièges composant le Løgting, mettant fin à une domination historique des deux partis en place depuis 1906.
- Disparition du Parti de l'autogouvernement, une première depuis les premières élections féroïennes de 1906.

## Résultats
| Parti | Parti                       | Voix  | %     | +/-        | Sièges | +/-        |
| ----- | --------------------------- | ----- | ----- | ---------- | ------ | ---------- |
|       | Parti du peuple             | 4 010 | 41,49 | 16,77      | 12     | 6          |
|       | Parti de l'union            | 2 736 | 28,31 | 3,98       | 8      | stagnation |
|       | Parti social-démocrate      | 1 919 | 19,85 | 4,01       | 5      | 1          |
|       | Parti de l'autogouvernement | 1 001 | 10,36 | 5,83       | 0      | 4          |
| Total | Total                       | 9 666 | 100   | stagnation | 25     | 1          |